# Cellulit

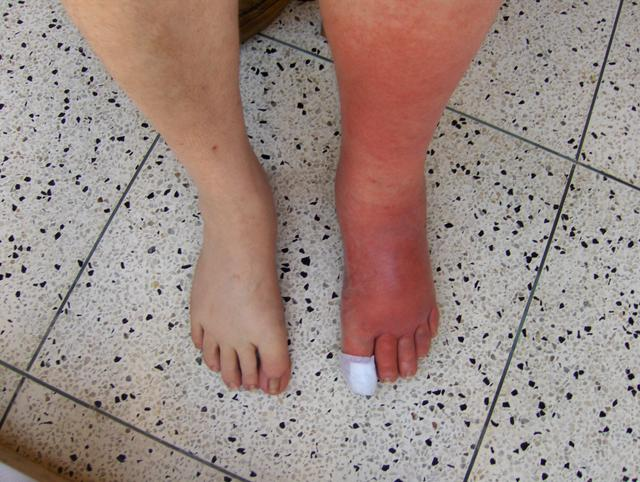
Vänster ben drabbad av cellulit.

Cellulit är en bakteriell infektion i huden. Den drabbar specifikt dermis och subkutant fett. Symptom och kännetecken innefattar ett rodnat område som ökar i storlek sett till ett antal dagar. Rodnaden har typiskt sett ingen skarp avgränsning och huden kan uppvisa svullnad. Rodnaden övergår ofta i en vit färg vid tryck, men detta är inte alltid fallet. Det infekterade området är vanligen smärtsamt. Lymfkärl kan i vissa fall vara iblandade och individen kan ha feber och vara trött. Cellulit är helt orelaterad till den kosmetiska åkomman celluliter, som är en populär beteckning på oregelbunden fettinlagring i underhuden.

## Orsak
Benen och ansiktet är de vanligast drabbade områdena, men cellulit kan uppstå på vilken kroppsdel som helst. Benet drabbas vanligen efter ett sår i huden. Andra riskfaktorer är bland annat fetma, benödem, och ökad ålder. Vad gäller ansiktsinfektioner sker de sällan till följd av sår i huden. De vanligaste bakterierna som orsakar cellulit är streptokocker och Staphylococcus aureus. Till skillnad från cellulit är erysipelas (rosfeber) en bakteriell infektion som drabbar de ytligare hudlagren, uppvisar rodnad med tydlig avgränsning, och är oftare associerat med feber. Allvarligare infektioner som infektion i benet eller nekrotiserande fasciit bör uteslutas.

## Diagnos och behandling
Diagnosen ställs vanligen baserat på symptom och kliniska fynd, och cellodling är sällan möjligt. Behandling med orala antibiotika utnyttjas ofta. Steroider kan snabba på återhämtningen bland de som står på antibiotika. Att höja upp det infekterade området kan vara hjälpligt, likaså bruk av smärtstillande.

## Prognos och epidemiologi
Kring 95 procent av de som drabbas blir bättre inom 7 till 10 dagar av behandling. Potentiella komplikationer innefattar abscessbildning. Hudinfektioner drabbar cirka 2 per 1 000 personer och år. Cellulit orsakade globalt 27 000 dödsfall år 2010. I Storbritannien orsakade cellulit 1,6 procent av sjukhusinläggningarna.